# Anthony Oyakhire
Anthony Oyakhire, né en 1943, est un athlète nigérian.

## Carrière
Anthony Oyakhire est médaillé d'or du lancer du javelot aux Jeux africains de 1965 à Brazzaville. 